# Röthenbach (Allgäu) (stacja kolejowa)
Röthenbach (Allgäu) (niem. Bahnhof Röthenbach (Allgäu)) – stacja kolejowa w Röthenbach (Allgäu), w kraju związkowym Bawaria, w Niemczech. Znajduje się na linii Monachium – Lindau. Według DB Station&Service ma kategorię 6.

## Historia
Stacja kolejowa i linia zostały wybudowane w ramach Ludwig-Süd-Nord-Bahn. Stacja została otwarta 1 września 1853 roku, kiedy została ukończona linia kierowana przez Immenstadt. Ostatnie 52 kilometry trasy z Oberstaufen do Lindau zostały uruchomione 12 października 1853 r.

## Linie kolejowe
- Linia Monachium – Lindau
- Linia Röthenbach – Weiler
- Linia Röthenbach – Scheidegg

## Połączenia
| Linia | Trasa | Takt               |
| ----- | --- | ------------------ |
| ALX   | Lindau – Hergatz – Röthenbach (Allgäu) – Immenstadt – Kempten – Kaufbeuren – Buchloe – München                                     | dwugodzinny        |
| RE    | Allgäu-Franken-Express: Lindau – Hergatz – Röthenbach (Allgäu) – Immenstadt – Kempten – Kaufbeuren – Buchloe – Augsburg – Nürnberg | dwugodzinny        |
| RE    | Lindau – Hergatz – Röthenbach (Allgäu) – Immenstadt – Kempten – Kaufbeuren – Buchloe – Augsburg                                    | dwugodzinny        |
| RE    | (Lindau / Wangen –) Hergatz – Röthenbach (Allgäu) – Immenstadt – Kempten – Memmingen – Ulm                                         | pojedyncze pociągi |